# Diospyros egleri
Diospyros egleri är en tvåhjärtbladig växtart som beskrevs av João Murça Pires och Paulo Bezerra Cavalcante. Diospyros egleri ingår i släktet Diospyros och familjen Ebenaceae. Inga underarter finns listade i Catalogue of Life.